# كارلوس أكونا
كارلوس أكونا (بالإسبانية: Carlos Ernesto Di Loreto)‏ هو مغني وملحن أرجنتيني، ولد في 3 نوفمبر 1914 في بوينس آيرس في الأرجنتين، وتوفي بنفس المكان في 19 فبراير 1999 بسبب مرض قلبي وعائي.

## وصلات خارجية
- كارلوس أكونا على موقع IMDb (الإنجليزية)
- كارلوس أكونا على موقع ميوزك برينز (الإنجليزية)
- كارلوس أكونا على موقع ديسكوغز (الإنجليزية)